# Machine Gun Etiquette
Machine Gun Etiquette es el tercer álbum de estudio de la banda punk británica The Damned, y el primero sin Brian James en la formación, quién dejó la banda en 1977, no conforme con la dirección del grupo y con sus fuertes diferencias con el resto de la banda. Al mismo tiempo, este álbum es considerado un punto importante en la evolución de la música punk y el desarrollo del hardcore.

## Grabación y contenido
Tras el alejamiento de Brian James, The Damned entraron en un hiato musical, para luego regresar bajo el nombre de The Doomed con Captain Sensible como guitarrista y Lemmy Kilmister de Motörhead en bajo. Tras lograr que el uso del nombre "Damned" siga siendo utilizado sin problemas legales, la banda se reagrupa con Algy Ward reemplazado a Sensible en el bajo. Bajo la producción de Roger Armstrong, el grupo grabó este álbum entre los meses de marzo y agosto de 1979, y lanzado por el sello Chiswick Records en noviembre del mismo año.
Un detalle interesante, fue durante las sesiones en Workhouse Studios (el 14 de mayo de 1979), cuando Motörhead "visitó" a la banda y a modo de pasatiempo grabaron dos canciones ese mismo día, "Ballroom Blitz" del grupo Sweet y "Over The Top", esta última fue usada como lado-B del simple Bomber del álbum del mismo nombre.
Los integrantes del grupo The Clash, Joe Strummer y Topper Headon, fueron invitados en la canción "Noise, Noise, Noise", pero no fueron acreditados. La canción "Looking At You" es una versión del grupo estadounidense MC5, la cual fue tocada varias veces durante esta época.
La última reedición de Machine Gun Etiquette da crédito como coautores a Jennet Ward en ""Noise, Noise, Noise" y a Phillip Burns en "Anti-Pope".
En 2011, The Damned tocó por completo este álbum junto con sus clásicos de siempre, el cual fue editado luego como Machine Gun Etiquette: Anniversary Live Set.

## Canciones
- Todas las canciones fueron compuestas por Dave Vanian, Rat Scabies, Captain Sensible y Algy Ward, excepto las indicadas.

1. "Love Song" – 2:21
2. "Machine Gun Etiquette" – 1:48
3. "I Just Can't Be Happy Today" – 3:42
4. "Melody Lee" – 2:07
5. "Anti-Pope" – 3:21
6. "These Hands" – 2:03
7. "Plan 9 Channel 7" – 5:08
8. "Noise, Noise, Noise" – 3:10
9. "Looking At You" (Michael Davis, Wayne Kramer, Fred "Sonic" Smith, Dennis Thompson, Rob Tyner) – 5:08
10. "Liar" – 2:44
11. "Smash It Up (Part 1)" – 1:59
12. "Smash It Up (Part 2)" – 2:53

### Reedición
1. "Ballroom Blitz" (Mike Chapman, Nicky Chinn) - 3:30
2. "Suicide" - 3:14
3. "Rabid (Over You)" (Rat Scabies, Captain Sensible, Dave Vanian, Andy Le Vien) - 3:41
4. "White Rabbit (Extended Version)" (Grace Slick) - 5:13

## Personal
The Damned
- Dave Vanian - Voz líder.
- Captain Sensible - Guitarra, Voz y Teclados.
- Algy Ward - Bajo.
- Rat Scabies - Batería y percusión.

Invitados
- Joe Strummer y Topper Headon - Coros en "Noise, Noise, Noise".
- Lemmy Kilmister - Bajo y coros en "Ballroom Blitz".